# 拉布蘭旗

拉布蘭旗

拉布蘭旗（Labarum）是指有「凱樂符號」（☧）的軍旗，該符號由基督的希臘語首兩個字母組成（ΧΡΙΣΤΟΣ或Χριστός）－即χ和ρ；312年由羅馬皇帝君士坦丁一世首次使用。
Labarum一詞來源不詳，有指是由拉丁語labāre而來，意指「搖晃、搖曳」，表示旗幟飄揚；亦有指是來自凯尔特语族的llafar（意為「雄辯的」或「富於表現的」)，或拉丁語laureum [vexillum]（即「月桂/桂冠 [軍旗]」）。

## 與基督教有關的起源
根據拉克坦提烏斯（歷史學家，曾為君士坦丁一世之子克里斯的導師），君士坦丁曾在夢中見到這個符號，又聽到有聲音要他將之繪於其士兵的盾牌上。醒來後，他下令士兵把徽章畫在盾牌上；就在當天，他們與馬克森提軍隊激戰，最終勝出這場在羅馬外爆發的密爾維橋之戰（312年）。
以希臘文寫作的該撒利亞的優西比烏主教（卒於339）對君士坦丁的相關事跡作了兩種描述。
- 根據優西比烏的教會史，君士坦丁早在未出發前往羅馬、與馬克森提交戰之前、仍在高盧時已用此符號，並曾說「Εν Τούτω, Νίκα!」，表面意為「憑此，必勝！」。
- 君士坦丁死後，優西比烏作《君士坦丁誌》歌頌他。當中提及君士坦丁與馬克森提兩軍在密爾維橋對峙，君士坦丁決定求助於唯一的神。在中午時，他看見雙交的光在太陽之前閃耀，並出現字樣「Εν Τούτω, Νίκα!」，君士坦丁與他的士兵都看到此奇蹟。那天晚上，耶穌出現在他的夢中，並告訴他，將中午出現在天空的符號複製，並以此作防禦。最後其軍隊獲勝。

不少現代天文學和占星術理論試圖解釋優西比烏的描述。1948年，在耶拿的蔡司天文館，Fritz Heiland指出，在312年的秋季，出現了一個不尋常的天文現象：三個明亮的行星──火星、土星和木星在西南地平線上的傍晚上空連成一線，該與南迴歸線和人馬座的邊界形成的角度約為20度。Heiland指稱，當時的人視行星連成一線為不祥之兆，君士坦丁為免軍隊士氣因此受損，逐將該現象解釋為象徵勝利的基督教圖案。
瑞典地質學家Jens Ormo則指，君士坦丁可能看見了隕星穿過大氣層墜落地球的過程，而該隕石造成了位於意大利阿布魯齊的Sirente-韋利諾區域公園的Sirente撞擊坑。